# Digital Devil Story: Megami Tensei II
Ne doit pas être confondu avec Shin Megami Tensei II.
Digital Devil Story: Megami Tensei II est un jeu vidéo de rôle développé par Atlus et édité par Namco, publié en 1990 sur Famicom. Une version améliorée réunissant les deux premiers titres de la série est publiée sur Super Famicom en 1995, sous le nom de Kyūyaku Megami Tensei.
Le développement de Digital Devil Story: Megami Tensei II a débuté en 1987, peu après la sortie du premier opus, Digital Devil Story: Megami Tensei. Contrairement à son prédécesseur, qui était une adaptation de la série de romans Digital Devil Story, Megami Tensei II propose une histoire entièrement originale, conçue pour explorer des thématiques plus profondes. L'histoire suit un protagoniste sans nom explorant un désert post-apocalyptique, combattant et recrutant des démons tout en se retrouvant entraîné dans un conflit opposant les forces démoniaques de Lucifer à l'armée du Dieu Véritable.
Digital Devil Story: Megami Tensei II a eu une influence majeure sur le développement et l'histoire de Shin Megami Tensei, sorti en 1992 sur Super Famicom.

## Accueil
- Famitsu : 33/40[1]